# Dicranomyia geronimo
Dicranomyia geronimo là một loài ruồi trong họ Limoniidae. Chúng phân bố ở miền Tân bắc.